# Stortjärnen (Junsele socken, Ångermanland, 707008-154116)
Stortjärnen är en sjö i Sollefteå kommun i Ångermanland och ingår i Ångermanälvens huvudavrinningsområde. Sjön har en area på 0,127 kvadratkilometer och ligger 222,2 meter över havet.

## Delavrinningsområde
Stortjärnen ingår i det delavrinningsområde (707201-154109) som SMHI kallar för Utloppet av Långvattnet. Medelhöjden är 247 meter över havet och ytan är 11,45 kvadratkilometer. Det finns inga avrinningsområden uppströms utan avrinningsområdet är högsta punkten. Staversbäcken som avvattnar avrinningsområdet har biflödesordning 3, vilket innebär att vattnet flödar genom totalt 3 vattendrag innan det når havet efter 121 kilometer. Avrinningsområdet består mestadels av skog (70 procent) och sankmarker (11 procent). Avrinningsområdet har 0,79 kvadratkilometer vattenytor vilket ger det en sjöprocent på 6,9 procent.